# Borkum-Riffgrund
Borkum-Riffgrund este o arie protejată (sit de importanță comunitară — SCI) din Germania întinsă pe o suprafață de 62.548 ha, integral marine.

## Localizare
Centrul sitului Borkum-Riffgrund este situat la coordonatele 53°52′14″N 6°24′50″E / 53.8706°N 6.4139°E.

## Înființare
Situl Borkum-Riffgrund a fost declarat sit de importanță comunitară în mai 2004 pentru a proteja 16 specii de animale.

## Biodiversitate
Situată în ecoregiunea atlantică, aria protejată conține 2 habitate naturale: Bancuri de nisip acoperite în permanență slab de apă marină, Recifuri.
La baza desemnării sitului se află mai multe specii protejate:
- păsări (12): Gavia arctica arctica, cufundar mic (Gavia stellata), pescăruș sur (Larus canus), Larus fuscus intermedius, Larus marinus, pescăruș mic (Larus minutus), sula bassana (Morus bassanus), Rissa tridactyla, chiră de baltă (Sterna hirundo), Sterna paradisaea, chiră de mare (Sterna sandvicensis), Uria aalge aalge
- mamifere (3): Halichoerus grypus, focă obișnuită (Phoca vitulina), marsuin (Phocoena phocoena)
- pești (1): Alosa fallax

Pe lângă speciile protejate, pe teritoriul sitului au mai fost identificate 30 de specii de nevertebrate, 4 specii de pești.